# MotoGP 22
MotoGP 22 è un videogioco di corsa basato sulla MotoGP, pubblicato nell'aprile del 2022 dalla Milestone.

## Modalità di gioco
Il gioco include più di 120 piloti tra cui 70 piloti storici con più di 20 corsi ufficiali. La MotoGP Academy sono una serie di tutorial guidati di gameplay di durata breve che aiutano il giocatore a migliorare le sue capacità e a competere. La personalizzazione è possibile grazie a 5 diversi modificatori grafici che consentono di personalizzare il proprio pilota in dettaglio. Nella Carriera Manageriale, i giocatori possono creare e gestire una squadra personalizzata in Moto2 e Moto3, assumendo manager, direttori tecnici e piloti, e personalizzare ogni componente della moto.  Il gioco include anche una modalità a schermo diviso (split-screen) e il cross-gen, permettendo di giocare con giocatori di altre generazioni di console. Inoltre, la modalità NINE Season 2009 combina gameplay e documentari, ripercorrendo i momenti salienti della stagione 2009 con 17 Grand Prix e 39 sfide, offrendo ricompense come caschi e livree storiche.